# Мурань
Му́рань (словац. Muráň) — река в Словакии, правый приток Сланы (Шайо). Длина реки — 42,91 км, площадь водосборного бассейна — 386,578 км²:32.
Начинается у села Предна-Гора:35 в Банска-Бистрицком крае и течёт на юго-запад. В одноимённом селе принимает первый приток — реку Грдзави — и меняет направление течения на юго-восточное. Далее течёт вдоль железной дороги и принимает притоки Леготски (пр) и Здихава (лв). Протекает через город Елшаву. Миновав село Мельята попадает в Кошицкий край. Здесь в селе Бретка Мурань впадает справа в Слану.